# تپه گورستان ۱ روستای کوشک
تپه قبرستان ۱ روستای کوشک مربوط به دوره سلجوقیان است و در شهرستان قزوین، بخش الموت، روستای کوشک واقع شده و این اثر در تاریخ ۲۲ مرداد ۱۳۸۴ با شمارهٔ ثبت ۱۳۲۹۴ به‌عنوان یکی از آثار ملی ایران به ثبت رسیده است.